# Гафнер, Леонид Альфонсович
Леонид Альфонсович Гафнер (иногда Гаффнер; 17 (29) января 1865, Российская империя — 7 апреля 1934, Шанхай) — полковник Русской императорской армии, генерал-майор Белого движения (1919), участник Великого Сибирского Ледяного похода (1920), начальник штаба Гродековской отдельной группы войск (1921); председатель Офицерского собрания в Шанхае (1927—1934).

## Биография
Леонид Гафнер родился 17 (29) января 1865 года на территории Российской империи в дворянской семье. Он завершил среднее образование в Аккерманской классической прогимназии в 1884 году, после чего поступил в Одесское пехотное юнкерское училище, которое окончил в 1887 году. В 1888 году произведён в офицеры. Служил в 55-м пехотном Подольском полку; принимал участие в Русско-японской войне, за отличие в которой награждён двумя боевыми орденами.
В дальнейшем был переведён в 191-й пехотный Ларго-Кагульский полк; по данным на январь 1915 года являлся капитаном 331-го пехотного Орского полка, сформированного после начала Первой мировой войны из кадра 191-го полка. Затем был произведён в чин полковника; служил в этом чине в 520-м пехотном Тихобужском полку.
После двух революций и начала Гражданской войны Гафнер оказался в белых войсках Восточного фронта. Затем, по данным на 30 января 1919 года, он являлся помощником начальника снабжения штаба русских войск Западного фронта. После этого он исполнял должность генерала для поручений при командующем Южной армией Восточного фронта. 11 июля Гафнер дослужился до генеральского чина: стал генерал-майором. В начале 1920 года он стал участником Великого Сибирского Ледяного похода.

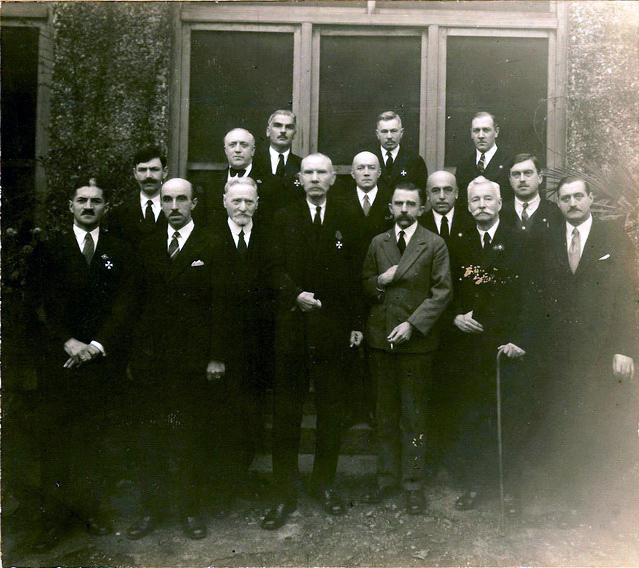
Праздник Союза георгиевских кавалеров: Л. А. Гафнер в первом ряду, третий слева (Шанхай, 1933)

С апреля по август 1920 года Леонид Гафнер занимал пост дежурного генерала штаба Дальневосточной армии: 19 апреля именно он подписал «Положение об особых правах и преимуществах Кавалеров Знака Отличия Военного Ордена „За Великий Сибирский Поход“». После чего он исполнял должность дежурный генерал штаба войск Российской Восточной окраины. После этого Гафнер состоял начальником штаба Третьей отдельной стрелковой бригады. С 15 по 27 декабря 1921 года он являлся начальником штаба Гродековской отдельной группы войск. 23 марта 1922 года он получил назначение на должность генерала для поручений при командире Второго стрелкового корпуса, затем дежурный генерал штаба войск Российской Восточной окраины — при генерале Сергее Войцеховском.
По окончании активных боевых действий Гражданской войны, Гафнер оказался в эмиграции в Китае. С 1 сентября 1925 он был членом пехотной секции Союза служивших в Российских армии и флоте в Шанхае (по данным на 1 сентября 1928 года — всё ещё входил в данную секцию). По информации на 28 июня 1930 года он являлся старшим пехотной группы, а также членом суда чести и Офицерского собрания в Шанхае. По некоторым данным в период с 1927 по 1934 года он являлся председателем Шанхайского офицерского собрания. Он также входил в Русскую национальную общину (РНО), где был избран членом её Совета, а также членом Бюро по организации национальной общины. В 1933 году Л. А. Гафнер был избран вице-председателем Совета объединённых русских организаций города Шанхая. Кроме того он являлся председателем ревизионной комиссии шанхайского Русского благотворительного общества.
Скончался 7 апреля 1934 года в Шанхае и похоронен на кладбище Лю-Кавей.

## Награды
- Орден Святой Анны 4-й степени (1905): с надписью «за храбрость»[3]
- Орден Святого Станислава 2-й степени с мечами (1905)[3]
- Орден Святой Анны 2-й степени с мечами (1915): «за отличия в делах против неприятеля»[4]
- Знак отличия Военного ордена «За Великий Сибирский поход» 1-й степени (27 апреля 1920, удостоверение № 17)[11]

## Семья
Леонид Гафнер был женат; в семье была дочь.